# Кадышев, Евгений Николаевич
Евге́ний Никола́евич Ка́дышев (род. 8 августа 1962, Чебоксары, РСФСР, СССР) — российский экономист, организатор высшего образования, муниципальный деятель. Глава города Чебоксары — председатель Чебоксарского городского Собрания депутатов (2017—2020; 2022 — 2023). Доктор экономических наук, профессор.

## Биография
В 1981 году окончил Чебоксарский энергетический техникум. В 1986 году окончил Чувашский государственный университет имени И. Н. Ульянова, в 1993 — аспирантуру Санкт-Петербургского государственного политехнического университета, защитил кандидатскую диссертацию «Исследование и проектирование интегрированной системы управления организацией».
В 1981 году начал работать электромонтером по ремонту электрооборудования на Чебоксарском ПО имени В. И. Чапаева. С 1986 года работал ассистентом, старшим преподавателем, доцентом, профессором, заведующим кафедрой, деканом факультета управления и социальных технологий ЧГУ имени И. Н. Ульянова. В 2000 году защитил докторскую диссертацию «Формирование многоуровневой интегрированной системы управления организацией», с 2016 года — проректор по научной работе ЧГУ имени И. Н. Ульянова. Является членом Общественного совета при Главе города Чебоксары.
Член партии «Единая Россия».
16 ноября 2018 года на заседании Аттестационной комиссии Министерства науки и высшего образования Российской Федерации были рассмотрены кандидатуры на должность ректора ЧГУ им. И. Н. Ульянова. По итогам рассмотрения были согласованы кандидатуры А. Ю. Александрова, проректора по научной работе ЧГУ им. И. Н. Ульянова Е. Н. Кадышева и заведующего кафедрой истории и культуры зарубежных стран ЧГУ им. И. Н. Ульянова О. Н. Широкова. 12 декабря 2018 года на должность ректора был переизбран А. Ю. Александров.
8 октября 2020 года на первом заседании Чебоксарского городского Собрания депутатов седьмого созыва новым главой города Чебоксары — председателем Чебоксарского городского Собрания депутатов избран Олег Кортунов, Евгений Кадышев стал одним из трёх заместителей главы города и председателем постоянной комиссии по бюджету.
В 2021 году Е. Н. Кадышев (совместно с Л. П. Салаевым, С. А. Васильевым, Р. И. Александровым, Д. В. Лобановым, Н. В. Мулюхиным) получил патент на изобретение «Преобразователь потенциальной энергии газа в механическую работу».
26 августа 2022 года спустя 4 дня после смерти Кортунова Олега Игоревича на внеочередном заседании Чебоксарского городского собрания депутатов Евгений Кадышев был назначен врио главы города Чебоксары.

## Семья и личная жизнь
Евгений Кадышев женат, воспитывает двоих детей. Действительный член Академии электротехнических наук Российской Федерации.

## Награды и звания
- Заслуженный деятель науки Чувашской Республики
- Почётная грамота Министерства образования и науки РФ
- Почётная грамота Министерства экономического развития Чувашской Республики
- Медаль ордена «За заслуги перед Чувашской Республикой» (19 декабря 2019) — за заслуги перед Чувашской Республикой[6]